# 中条村 (新潟県中魚沼郡)
中条村（なかじょうむら）は、かつて新潟県中魚沼郡に存在した村。

## 沿革
- 1889年（明治22年）4月1日 - 町村制施行に伴い、中魚沼郡中条村が村制施行し、中条村が成立。
- 1901年（明治34年）11月1日 - 中魚沼郡大井田村、新座村と合併し、中条村を新設。
- 1954年（昭和29年）3月31日 - 中魚沼郡十日町、川治村、六箇村と合併し、市制施行して十日町市となり消滅。